# 阮尚𩕏

阮尚𩕏（越南语：／；1829年—1908年），越南阮朝官員。本名阮𩕏，成泰四年（1892年），成泰帝硃批賜“尚”字，改今名。

## 生平
阮尚𩕏是河內省應和府山朗縣蛇梂總連拔社（今屬河內市應和縣連拔社連拔村）人，明命十年（1829年）出生。紹治七年（1847年）參加鄉試，考中河內場舉人。初補訓導，後為國威府候補教授。嗣德十八年（1865年），開雅士科，阮尚𩕏考中二甲雅士出身。後授鴻臚寺卿，辦理戶部事務。升刑部參知。成泰三年（1891年），充經筵日講官。成泰四年（1892年）五月，升刑部尚書。成泰五年（1893年）四月，充經筵講官。後改任工部尚書。成泰九年（1897年）九月，升授協辦大學士休致。
維新二年（1908年）四月，阮尚𩕏去世，壽八十歲。

## 家庭
阮尚𩕏有妻妾數人
- 正室
- 繼室阮氏辨，駙馬都尉阮科檢之女，母黎氏菊，生一子
- 子阮尚賢，成泰四年（1892年）壬辰科二甲進士，後來成為越南獨立運動家。